# 屯田站 (咸镜南道)
屯田站（韓語：둔전역）是朝鮮民主主義人民共和國咸鏡南道水洞郡的一個鐵路車站，属于平罗线和高原煤矿线。

## 邻近车站
平罗线
城內站 - 屯田站 - 八兴站
高原煤矿线
屯田站 - 水洞站